# Coordinator arkitekter

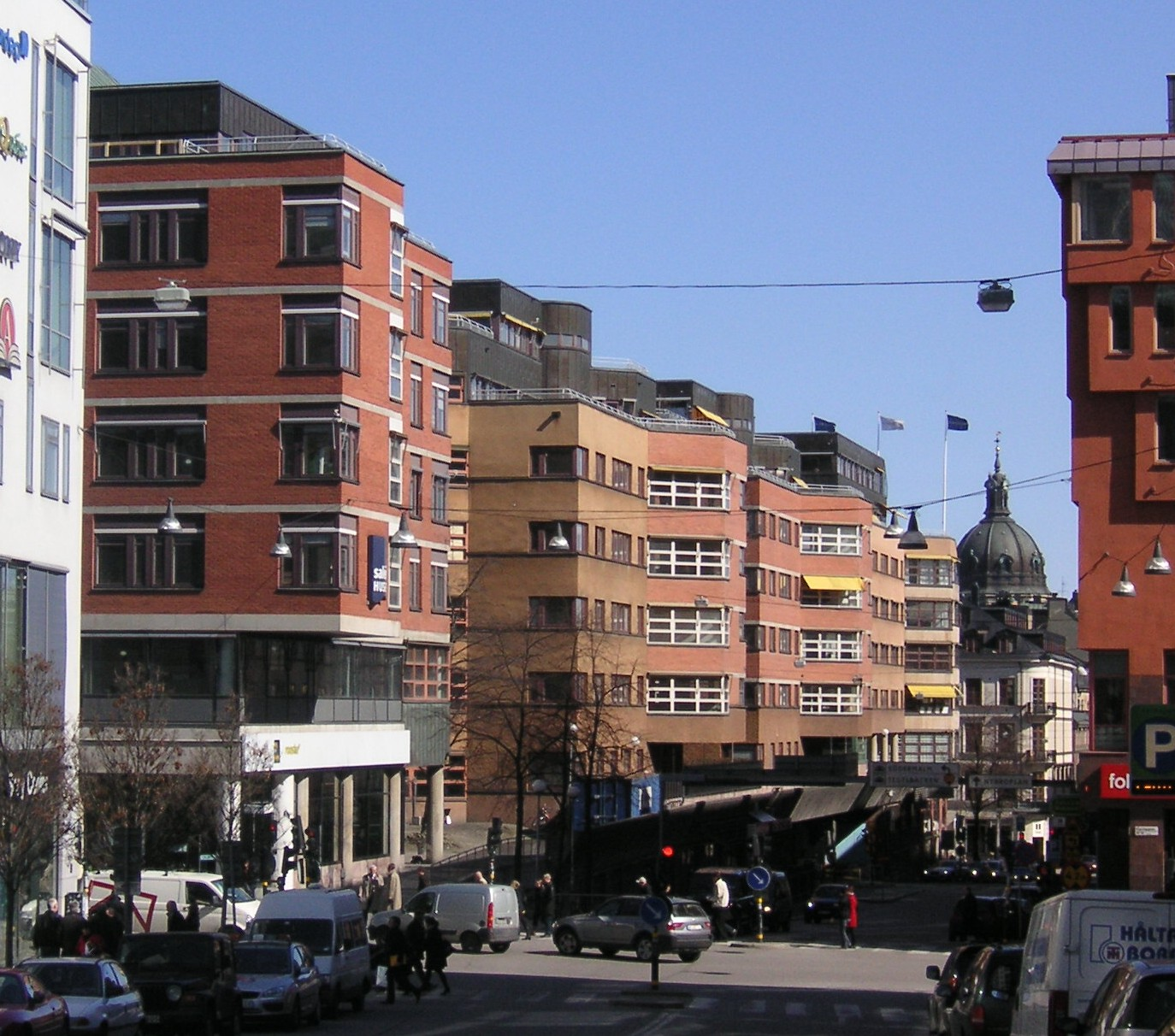
Salénhuset i Stockholm

Coordinator arkitekter var ett svenskt arkitektkontor som bildades 1978 genom samgående av A4 arkitektkontor och ELLT. Redan 1966 hade båda kontoren en gemensam organisation och gemensamma lokaler. De arbetade tillsammans med en systematisk projektering i modernismens anda. År 1991 gick företaget ihop med White arkitekter. 

## Verk i urval
- Salénhuset 1973-1978, Stockholm
- Utrikesdepartementet  1979-1988, Stockholm
- Humanisten, Göteborgs universitet, klart 1984
- Lärarnas Hus, Stora Essingen, 1985
- Södra station (stationsdelen) 1985-1989
- Stockholm Årsta postterminal 1989
- Kupolen 1988-91, Borlänge
- Trafikplats Haga norra 1991, Solna